# Tao-Rusyr
Tao-Rusyr (em russo:  Тао-Русыр) é um estratovulcão ativo localizado no extremo sul da ilha Onekotan, ilhas Curilas, Rússia. Tem uma cratera de 7,5 km de largura formada durante uma catastrófica erupção a menos de 10.000 anos atrás (entre há 5550 a 9400 anos). As águas do lago Kal'tsevoe enche a caldeira, juntamente com um grande e simétrico cone de andesito, que se chama pico Krenitsyn, que se ergue como uma ilha dentro do lago. Este vulcão foi nomeado em homenagem ao capitão Pyotr Krenitsyn da Marinha Imperial Russa.
A erupção mais recente, ocorreu em 1952, formando um pequeno domo de lava na costa da ilha. Krenitsyn Peak tem uma cratera de 350 m de largura e é o ponto mais alto do vulcão e em toda ilha Onekotan. Outra caldeira vulcânica a Nemo Peak, situa-se no extremo norte da ilha, e também contém um cone central e um lago na cratera.